# Andrés de Bas
Andrés de Bas (¿?, principios siglo XVIII - Santo Domingo de la Calzada, c. 1762; fl. 1748-1762) fue un compositor y maestro de capilla español.

## Vida
Es posible que se trate del mismo «Andrés Bas» que se presentó en 1740 a las oposiciones al magisterio de la Catedral de Orense. En Orense se enfrentaría a Antonio Guadarrama Encinas, el ganador, maestro de capilla del Monasterio de Nuestra Señora de Prado de Valladolid, y a Jerónimo Romero de Ávila, maestro de los niños de coro de la Catedral de Toledo.
Las primeras noticias seguras que se tienen de Andrés de Bas son de su magisterio en la Catedral de Santo Domingo de la Calzada. El 27 de mayo de 1748 fallecía el maestro de capilla calceatense Blas de Cáseda. El cabildo organizó unas oposiciones para buscar un sustituto para la vacante, en las que participaron cinco candidatos. Además de Andrés de Bas, que se anota como «residente en Valladolid», fueron Ignacio del Castillo, organista de Bañares; Francisco Javier Bayo, maestro de capilla de la Colegiata de Alfaro; José Moreno Polo, segundo organista de Nuestra Señora del Pilar de Zaragoza; y José Zameza y Elejalde, residente en Burgos. Aunque no eran candidatos de primera fila, todos venían con buenos informes y el cabildo se decidió por Bas, que comenzó su cometido en octubre de 1748.
No hay muchas noticias suyas en las actas capitulares. En 1751 se le consultó sobre la conveniencia de contratar a un nuevo tiple menor, preguntando por la calidad de la voz. En 1754 tuvo problemas con un músico al que «no podía tener a raya» y el cabildo decidió despedir al músico. Sin embargo, Bas no lo despidió, lo que confesó poco después. En 1760 se le reprochó no hacer cumplir a los infantes del coro con sus obligaciones, como acudir a la escuela de música.
El 5 de noviembre de 1762 se tienen noticias de una enfermedad grave del maestro, ya que las actas recogen una petición de la hermana para que asistan económicamente. No debió vivir mucho tiempo más, ya que poco después el cura Arasáez solicita para el maestro un entierro de gracia junto a Blas de Cáseda en la capilla de San Sebastián.

## Obra
Se conservan 31 composiciones de Andrés de Bas en la Catedral de Santo Domingo de la Calzada. También se conservan obras del maestro en otras catedrales españolas, como la Catedral de Cuenca y la de Astorga. Entre ellas se cuentan:
- Misas: una misa a 5 voces; y dos a 6 voces.
- Lamentaciones: Aleph. Ego vir videns a dos voces; Aleph. Quomodo sedet sola, a seis voces; Heth. Cogitavit Dominu, a seis voces; Heth. Cogitavit Dominu, a ocho voces; Vau. Et egressus est, a cuatro voces.
- Motetes: Admirabile est nomen tuum, Domine, a dos voces; Domine Iesu Christe, a cuatro voces; Gloria tibi, Trinitas, a dos voces; Maria Virgo assumpta est, a dos voces; O admirabile commercium, a dos voces; O beate Dominice, a cuatro voces.
- Salmos: Beatus vir a siete voces; Dixit Dominos, a siete voces; Dixit Dominos, a cinco voces; dos Dixit Dominos, a ocho voces; dos Laetatus sum, a siete voces; Laetatus Dominum, a siete voces; Magnificat, a siete voces.
- Villancicos: A tener la Nochebuena, a cinco voces; Cándido manjar, a cuatro voces; Domingo soberano, a seis voces; Esta noche quieren cantar, y acutro voces; Pavón inanimado, a seis voces.